# Оцветител
В комиксите оцветителят отговаря за добавянето на цветовете към черно-белите рисунки.
Усъвършенстванията в технологията използвана за оцветяване имат голямо влияние върху начина, по който се рисуват комиксите. Преди употребата на компютри, художниците често са използвали моливи или четки за да добавят детайлните сенки, докато сега по-често художниците оставят оцветителите да добавят сенките чрез вариации в тоновете на цветовете или чрез добавяне на слой полупрозрачно черно. Повечето съвременни оцветители работят с компютърни програми като Adobe Photoshop и GIMP.
Оцветителите могат да работят директно за издателите на комикси или в студия за оцветяване, които предлагат услугите си на издателите.